# Centris testacea
Centris testacea är en biart som beskrevs av Amédée Louis Michel Lepeletier 1841. Centris testacea ingår i släktet Centris och familjen långtungebin. Inga underarter finns listade.